# 구루메성
구루메성(일본어: 久留米城)은 지쿠고국 미이군(현재의 후쿠오카현 구루메시 사사야마 쵸)에 있었던 일본의 성이다. 현재의 성곽의 흔적만 남아 있으며, 후쿠오카현의 문화재로 보호하고 있다.

## 개요
구루메 성은 구루메시의 북서쪽에 위치한 지쿠고강이 서쪽에서 남쪽으로 크게 굽어져 호오만 강과 합류하는 좌안 지점에 있던 언덕에 세워졌다. 에도 시대에는 구루메번의 번청이 있었고, 셋쓰 아리마씨의 거성이었다. 메이지 시대 초기에 건물은 철거되고 현재는 혼마루에 아리마 기념관(有馬記念館)과 사사야마 신사(篠山神社)가 세워졌으며, 니노마루, 산노마루는 브리지스톤 구루메 공장 부지와 외곽 시가지가 되었다.

## 역사

### 중세
무로마치 시대 후기의 에이쇼 연간(1504년 – 1521년)에 이 땅의 토호가 시노하라 성이라고 칭한 요새 정도의 건물을 쌓아 올린 것이 시작이었다고 전한다. 덴분 연간(1532년 - 1555년)에는 미이 군의 관리가 성을 쌓았다는 기록이 있다. 이 시대는 분고국의 오토모 소린(지쿠젠 슈고이기도 했다)과 히젠국의 류조지 다카노부가 패권을 다투고 있었으며, 이 땅은 쌍방의 세력이 충돌하는 곳으로 종종 성주가 바뀌었다.

### 중세(도요토미 정권)
1587년 덴쇼 15년 도요토미 히데요시가 규슈를 평정하면서 오토모 소린의 사위인 모리 히데카네(하시바 구루메 시종)가 13만석으로 지쿠고 구루메에 봉해졌고, 해자를 파고, 돌담을 쌓아 천수각을 두는 등 아즈치·모모야마 시대 성곽에 대규모 개축 공사를 했다.
히데카네는 1600년 게이초 5년, 세키가하라 전투에서 서군에 붙었기 때문에 다른 성주로 교체되었다.

### 근세(에도 막부)
지쿠고국에는 다나카 요시마사가 32만 5천석에 봉해졌고, 야나가와 성을 본성으로 삼았다. 구루메 성은 야나가와 성의 지성으로 차남인 다나카 요시노부를 성주로 했다. 겐나 6년(1620년) 요시마사의 아들 다다마사는 후계자없이 죽었고, 지쿠고 야나가와 번은 다나카 씨를 다른 성주로 교체하였다.
1621년 겐나 7년, 단바국 후쿠치야마 번주 아리마 도요우지가 21만석으로 성주에 봉해졌다. (야나가와에는 다치바나씨 11만 5천석) 막부의 후견을 받은 도요우지는 이웃 지쿠젠 구로다씨의 도움을 받아 지쿠고의 필요에 걸맞게 큰 성으로 확장했다. 이후 메이지 유신까지 구루메는 서국의 대번인 아리마씨의 거성이 되었다. 도요우지는 다나카씨가 도중이었던 성 공사를 재개했고, 1631년 지쿠젠국 후쿠오카번주 구로다 나가마사의 지도로 지쿠젠 해자를 완성시켜, 1649년 게이안 2년부터 4년이 소요된 외곽부를 쌓아 성시를 정비했다. 1691년 겐로쿠 4년 제4대 번주인 요리모토 대에 이르러서야 성곽이 완성되었다.
1871년 메이지 4년, 폐번치현에 따라 폐성이 되었고, 1874년 폐성령에 의해 폐성 처분을 하였다. 처분된 건물은 히타의 읍민이 낙찰을 받았고, 대부분의 성 건물은 해체되었다. 1877년, 혼마루 어전 자리에 사사야마 신사가 건조되었다.
1974년에는 당시의 구루메 시장 지카미 도시유키를 중심으로 성곽과 망루의 재건이 계획 되었으나 실현되지 못했다. 1983년 3월 19일, 성터는 후쿠오카현의 사적으로 지정되었다.

## 갤러리

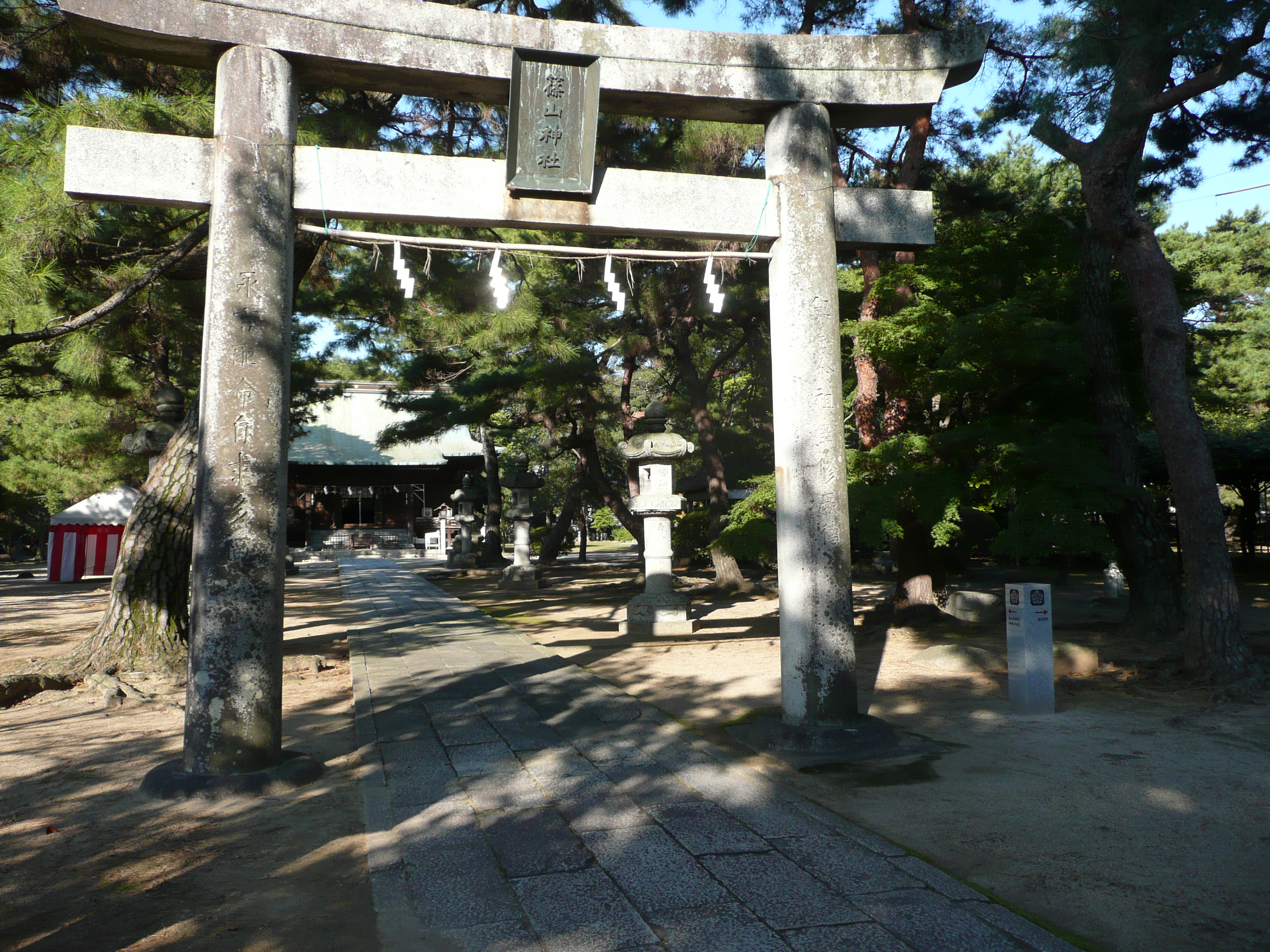
구루메 성 혼마루(本丸)
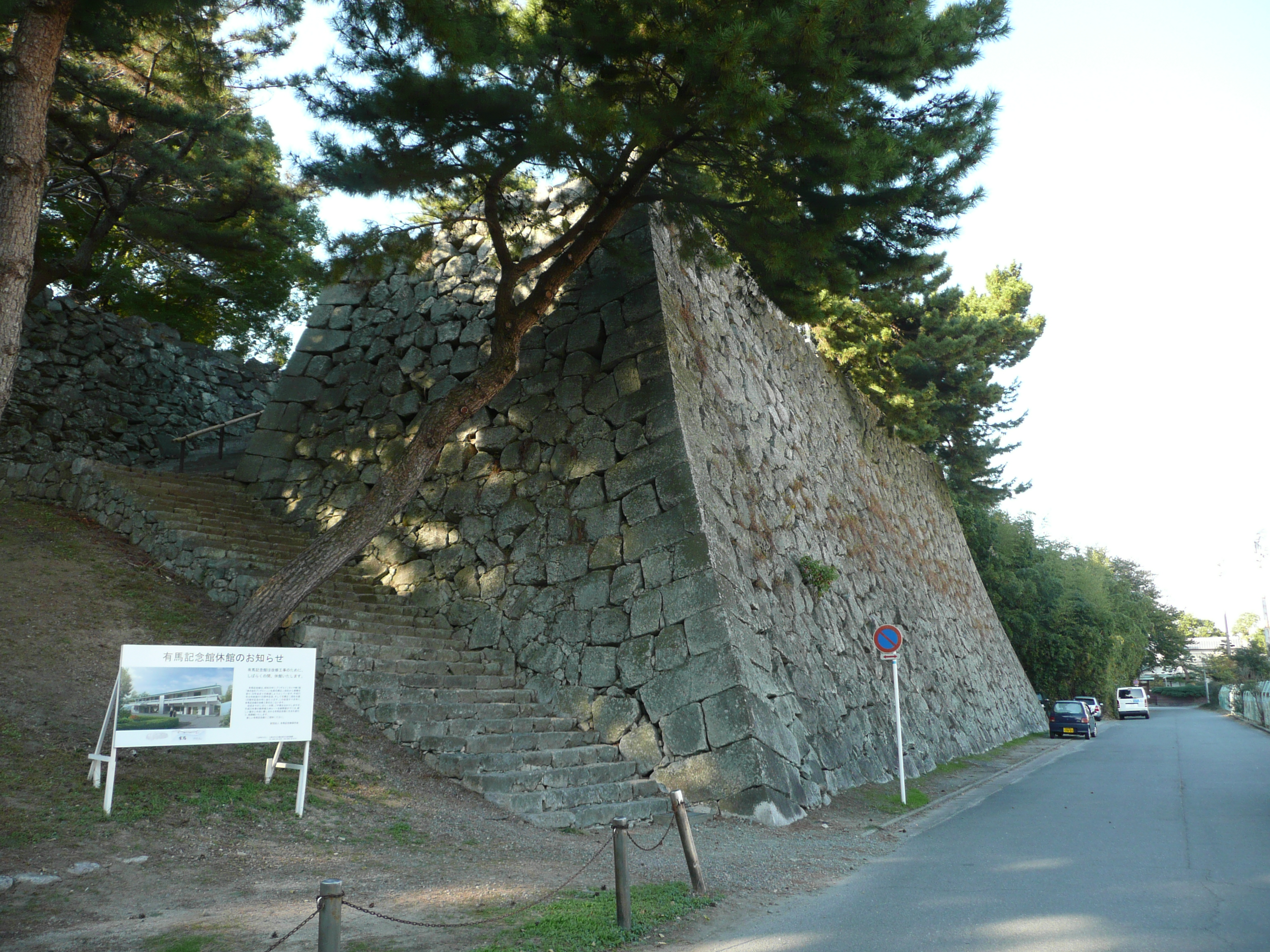
쓰키미야구라(月見櫓)의 돌담
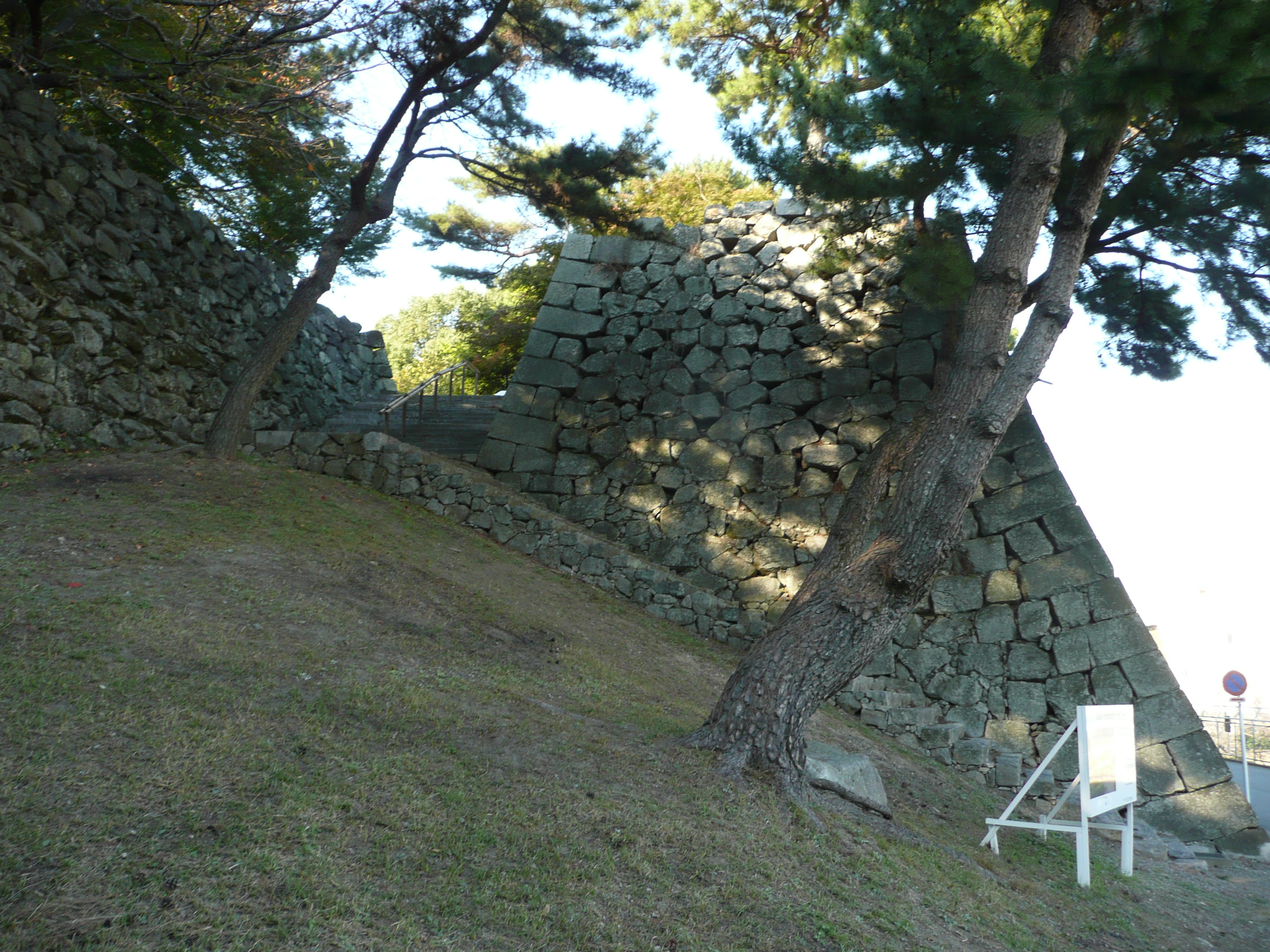
히가시고몬
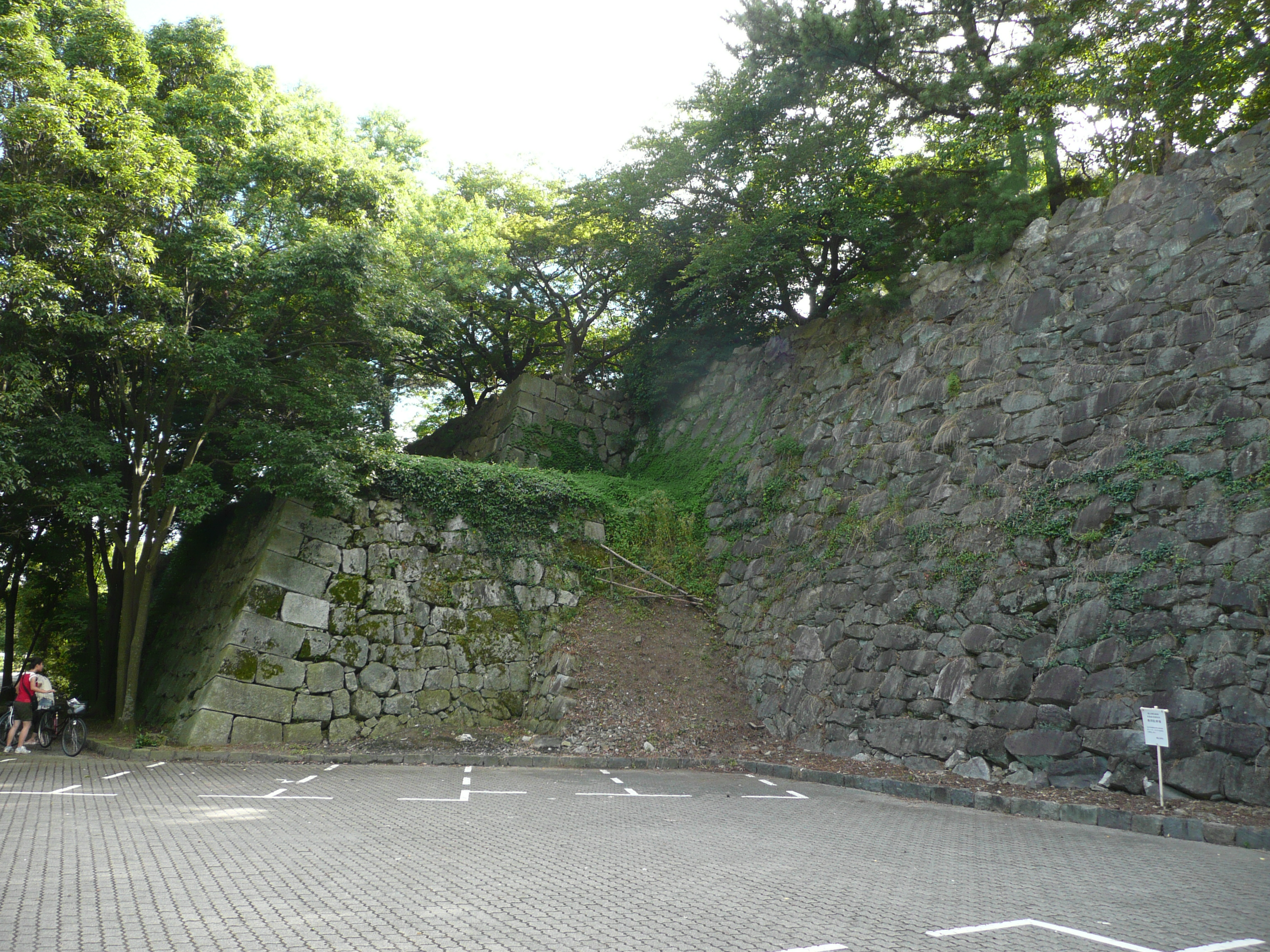
이시가이(巽櫓)
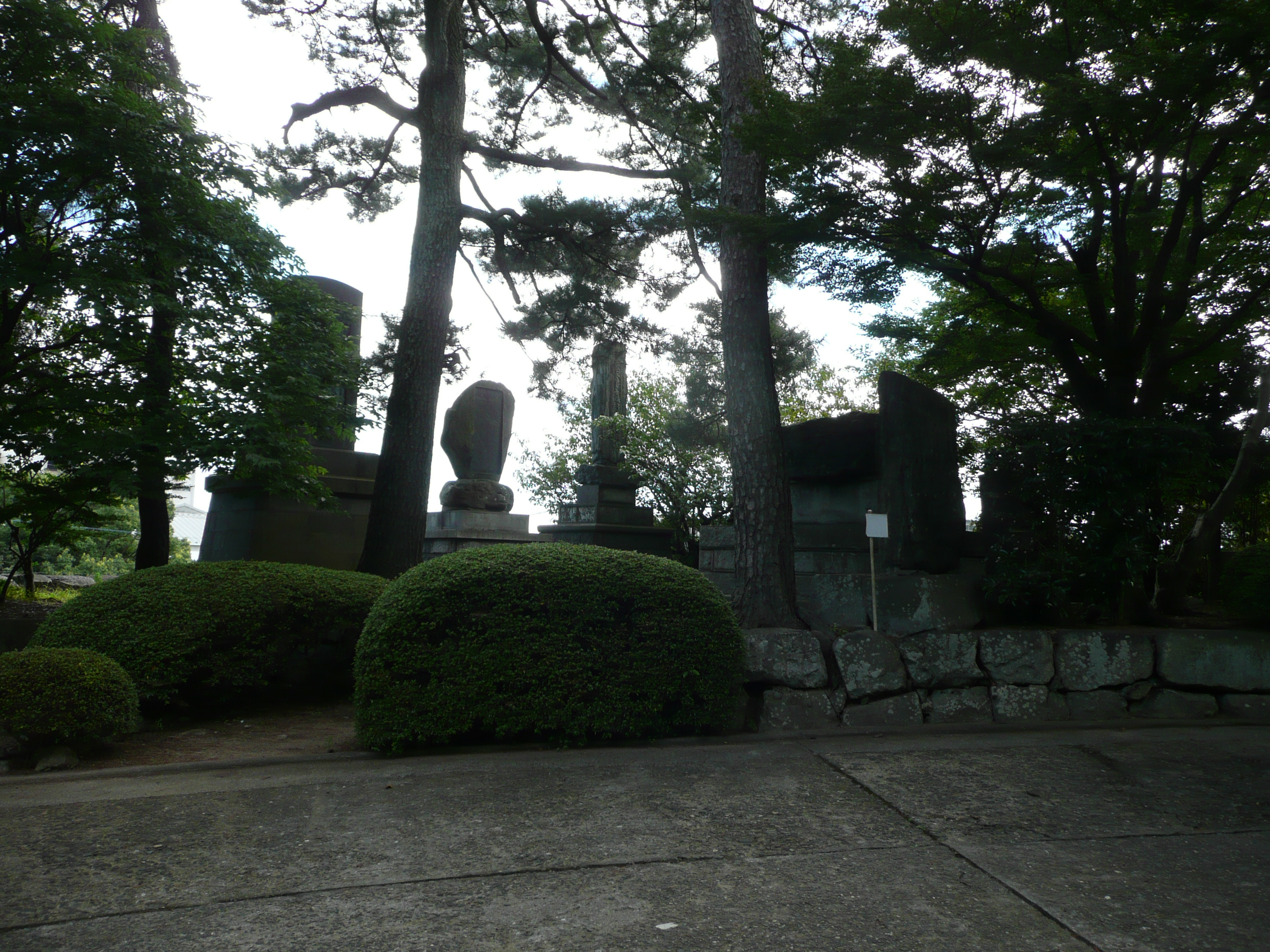
터\ㅏ이고야구라(太鼓櫓)
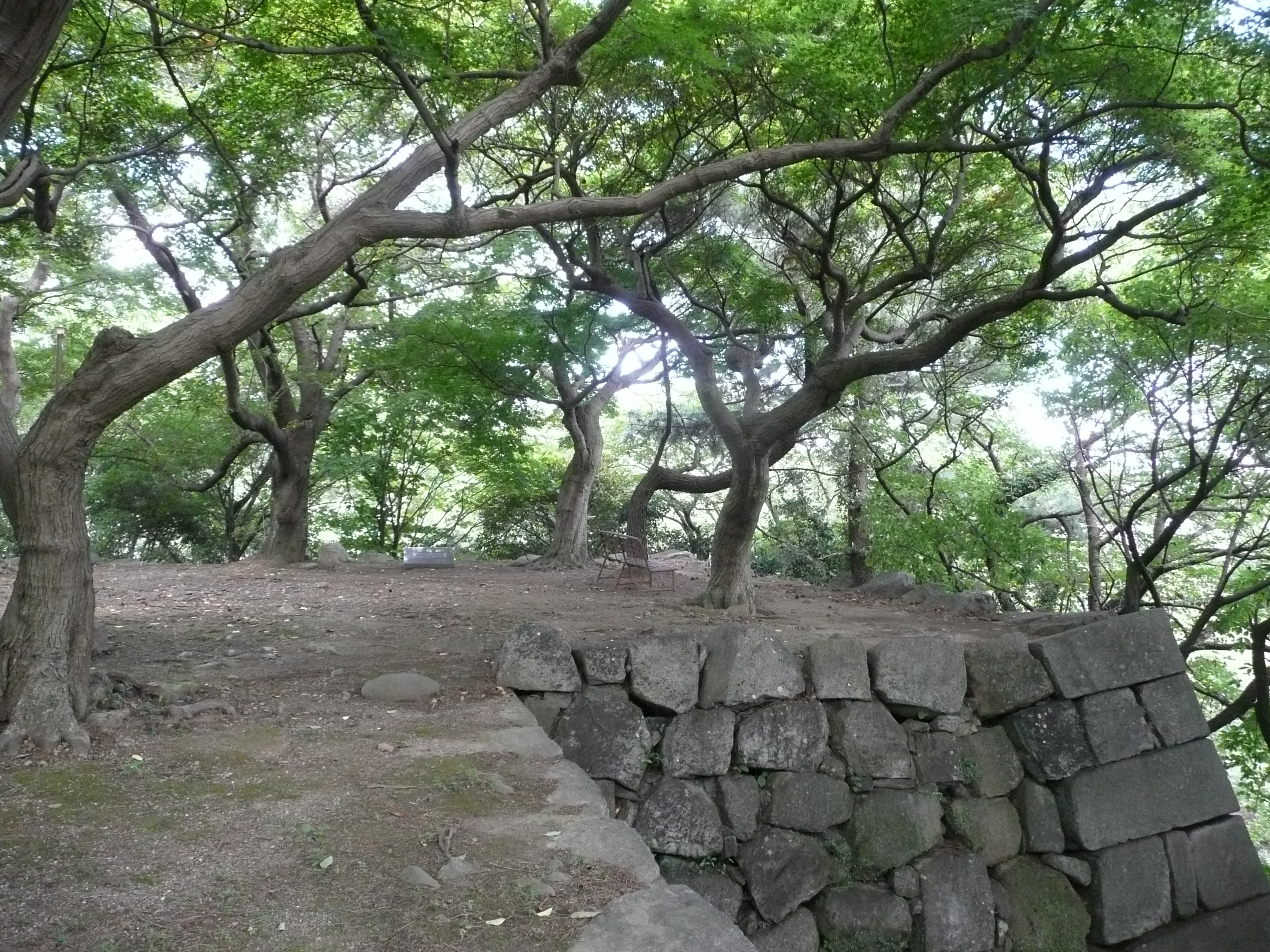
요구야구라 터(巽櫓跡)
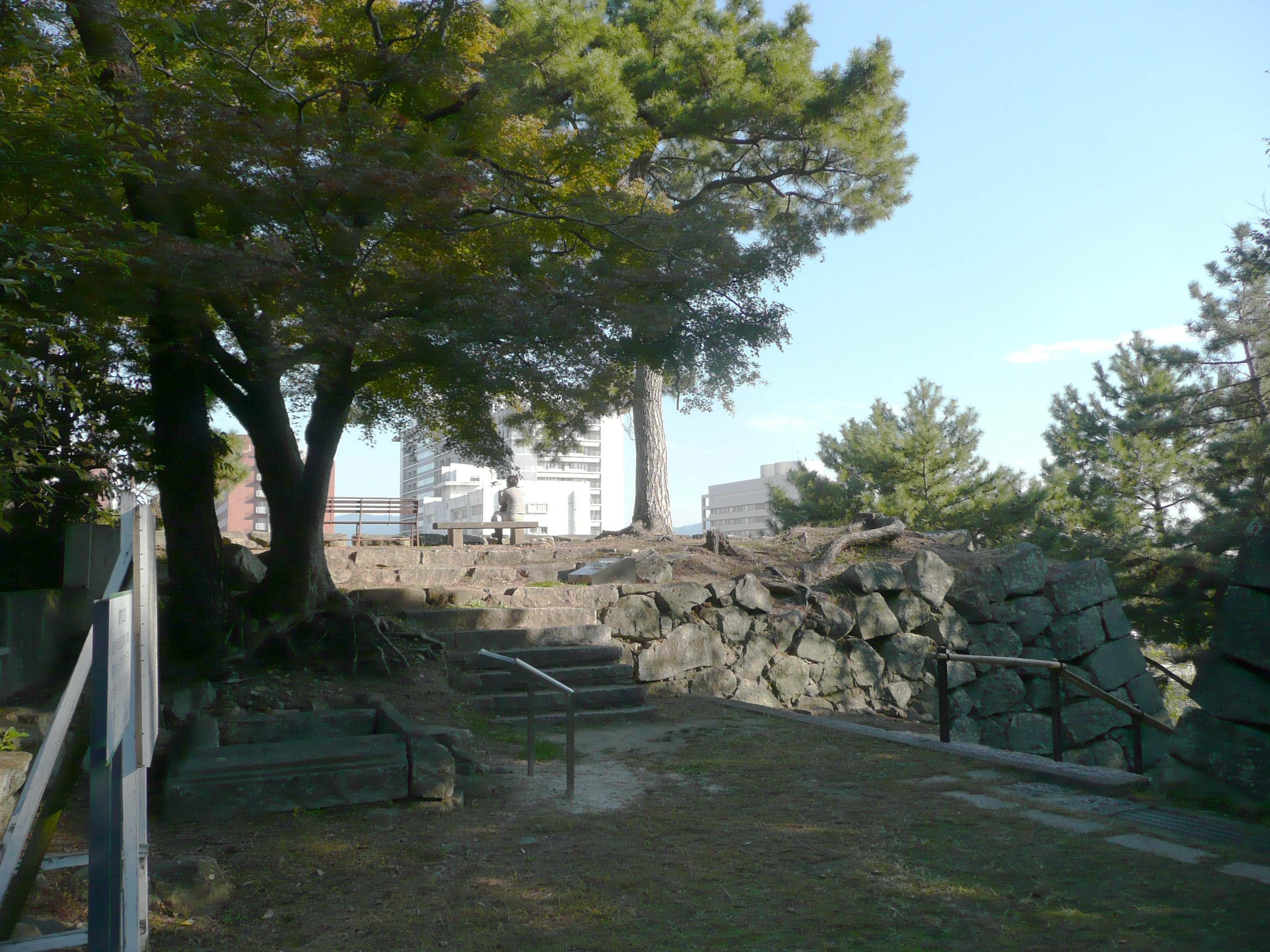
쓰키미야구라
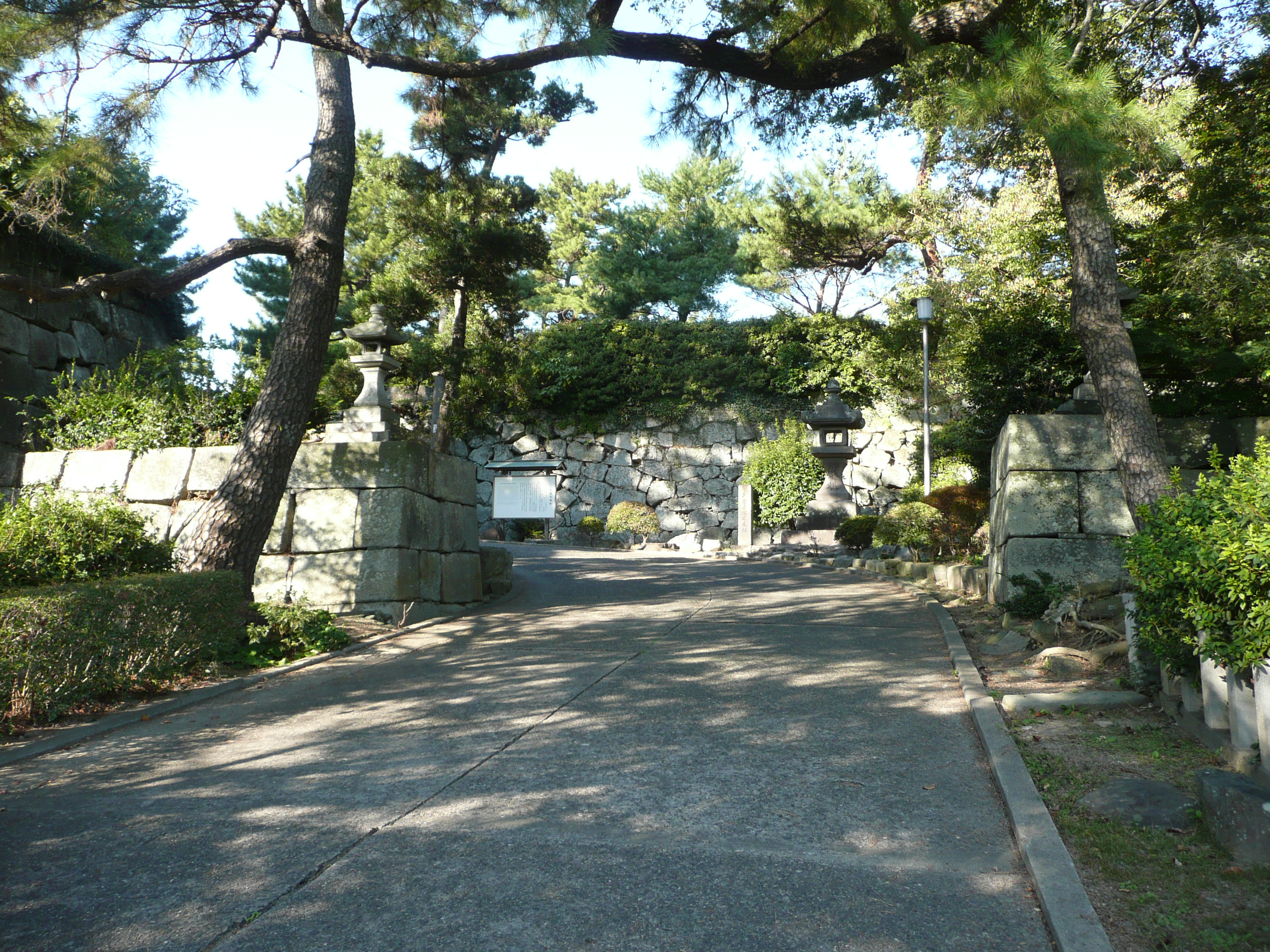
가부키고몬
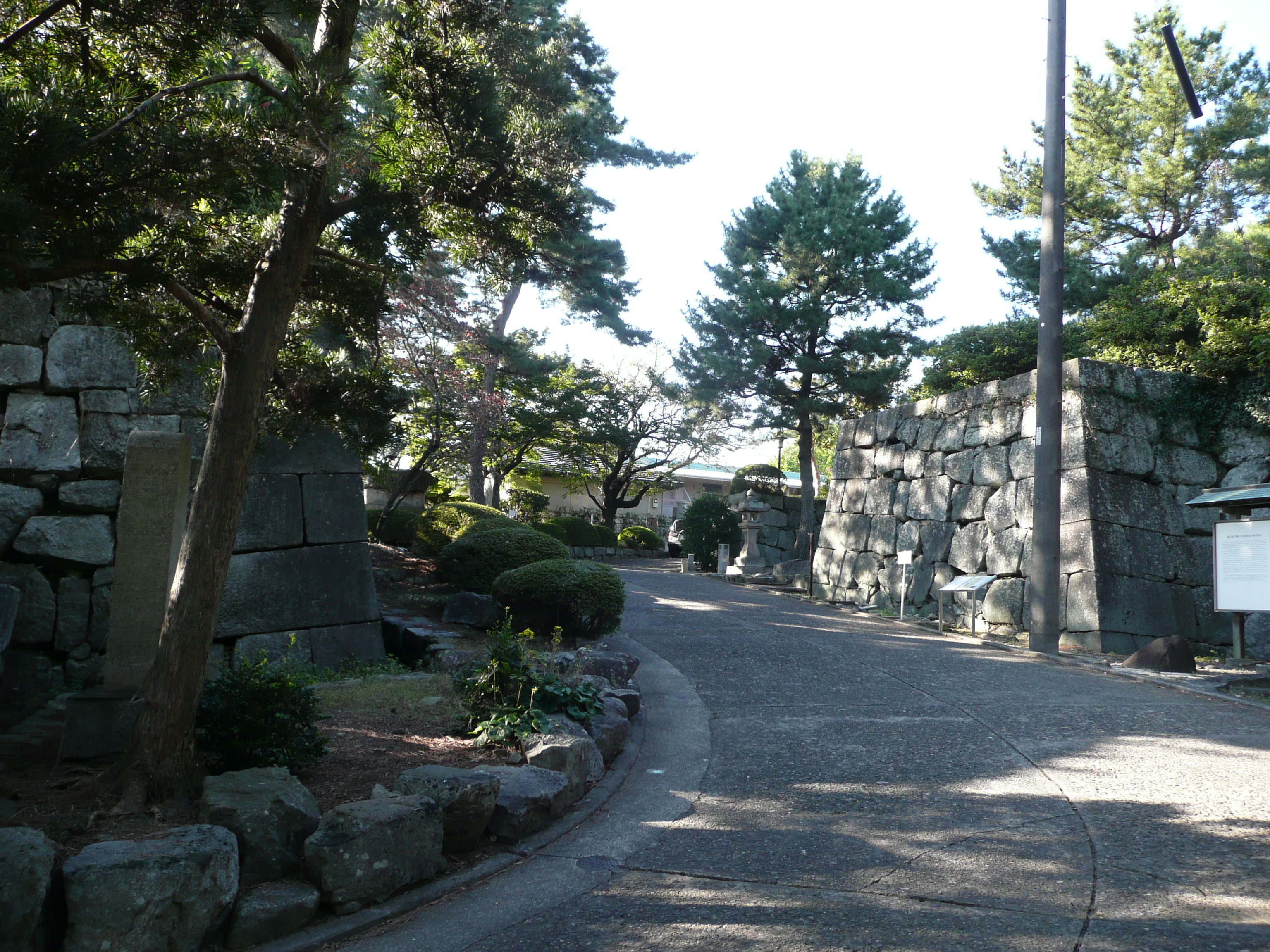
가부키고몬 터(冠木御門跡)
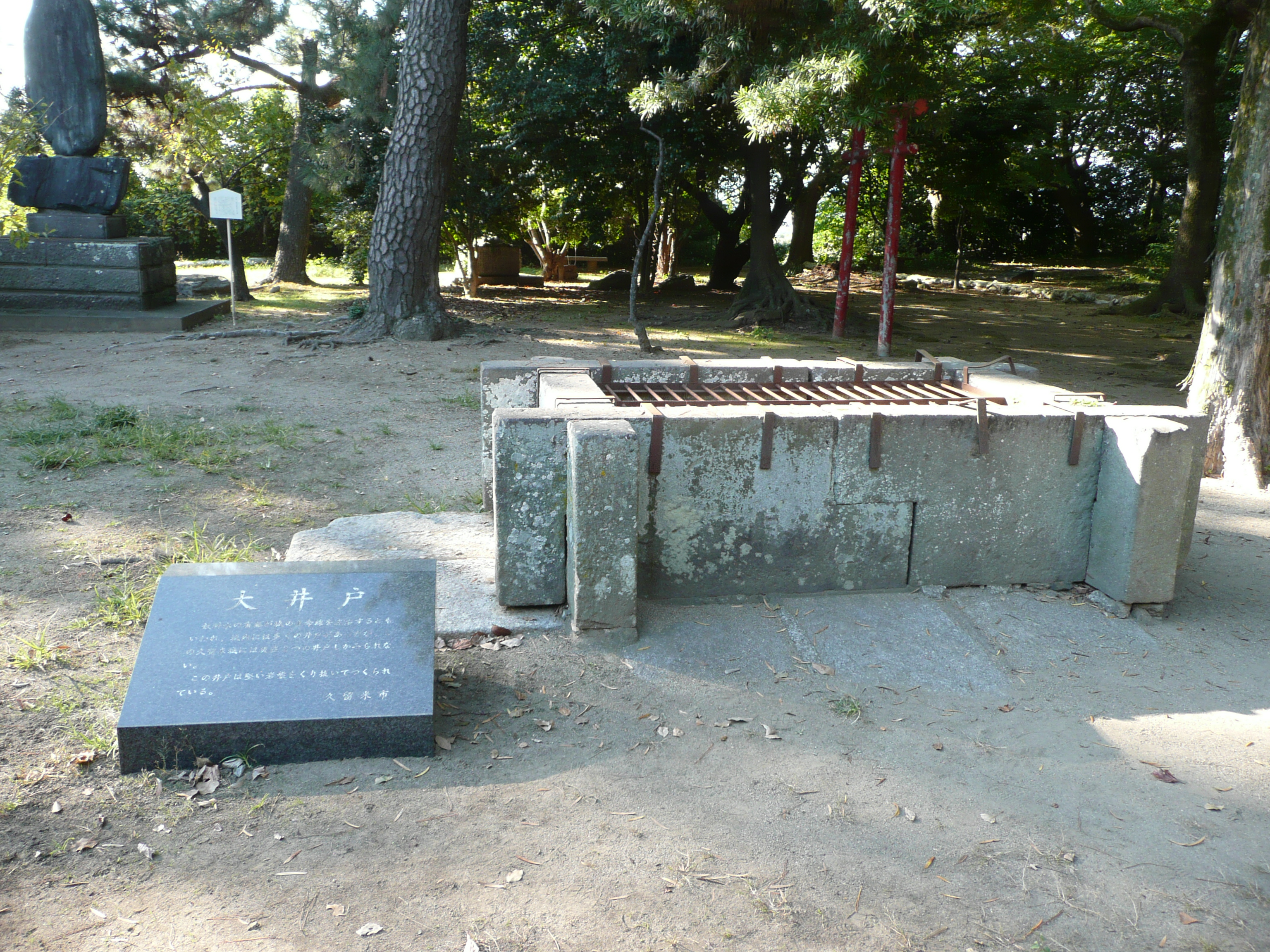
오오이도(大井戸)

## 참고 문헌
- 小学館 『城「日本編」』 編集：表現研究所　1982년 4월 15일, p245
- 西ヶ谷恭弘/編 『定本 日本城郭事典』 秋田書店 2000년, p405